# Денс-поп
Денс-поп је популарни музички поджанр који је настао од касних 1970-их до раних 1980-их. Уопштено чини музику убрзаног ритма намењена ноћним клубовима са намером да буде атрактивна за плес, али и погодна за савремени радио хитова. Развијајући се из комбинације денса и попа са утицајима диска, постдискоа и синт попа, генерално га карактеришу снажни ритмови са лаким, некомпликованим структурама песама које су генерално сличније поп музици него плесном жанру слободнијег облика, са акцентом на мелодију, поготово упечатљиву. Жанр, у целини, тежи да буде вођен продуцентима, упркос неким значајним изузецима.